# Сиріанска
«Сиріанска» ФК (швед. Syrianska Football Club) — шведський футбольний клуб із міста Седертельє.

## Історія
Заснований ассирійськими емігрантами 1 липня 1977 року як «Сурйойо» СК. У 1986 змінив назву на «Сиріанска» СК, а згодом — на «Сиріанска» ФК. 
Провів у Аллсвенскан 3 сезони (2011—2013): зіграв 90 матчів, у яких здобув 20 перемог, 16 нічиїх і 54 поразки, різниця м'ячів 88-153.
У 2019 році «Сіріанська» фінішувала на останньому місці в Супереттан і вибула до Дивізіону 1. Однак 28 лютого 2020 року Шведська федерація футболу оголосила, що «Сіріанська» переводиться до Дивізіону 2. Причиною цього було те, що клуб не здійснив належні виплати.

## Досягнення
Чемпіонат Швеції з футболу:
- 13-е місце: 2012

## Сезони в чемпіонаті Швеції
| Сезон | Рівень | Ліга        | Підгрупа          | Місце | Примітки              |
| ----- | ------ | ----------- | ----------------- | ----- | --------------------- |
| 2000  | 3      | Дивізіон 2  | Західний Свеаланд | 3     |                       |
| 2001  | 3      | Дивізіон 2  | Західний Свеаланд | 1     | Плей-оф на підвищення |
| 2002  | 3      | Дивізіон 2  | Західний Свеаланд | 4     |                       |
| 2003  | 3      | Дивізіон 2  | Східний Свеаланд  | 9     |                       |
| 2004  | 3      | Дивізіон 2  | Східний Свеаланд  | 5     |                       |
| 2005  | 3      | Дивізіон 2  | Східний Свеаланд  | 1     | Плей-оф на підвищення |
| 2006  | 3      | Дивізіон 2  | Північ            | 6     |                       |
| 2007  | 3      | Дивізіон 1  | Північ            | 4     |                       |
| 2008  | 3      | Дивізіон 1  | Північ            | 1     | Підвищився            |
| 2009  | 2      | Супереттан  |                   | 4     |                       |
| 2010  | 2      | Супереттан  |                   | 1     | Підвищився            |
| 2011  | 1      | Аллсвенскан |                   | 14    | Плей-оф на вибування  |
| 2012  | 1      | Аллсвенскан |                   | 13    |                       |
| 2013  | 1      | Аллсвенскан |                   | 16    | Вибув                 |
| 2014  | 2      | Супереттан  |                   | 10    |                       |
| 2015  | 2      | Супереттан  |                   | 7     |                       |
| 2016  | 2      | Супереттан  |                   | 13    | Плей-оф на вибування  |
| 2017  | 2      | Супереттан  |                   | 15    | Вибув                 |
| 2018  | 3      | Дивізіон 1  | Північ            | 2     | Підвищився            |
| 2019  | 2      | Супереттан  |                   | 16    | Вибув                 |
| 2020  | 4      | Дивізіон 2  | Естра Йоталанд    | 3     |                       |